# Nathalie Badate
Nathalie Badate est une footballeuse internationale togolaise née le 28 août 1991 à Lomé.

## Biographie
Capitaine des Amis du Monde, elle est notamment championne du Togo 2018-2019.
En 2022, elle est capitaine de l'équipe du Togo féminine de football qui se qualifie pour la première fois de son histoire pour la coupe d'Afrique des nations féminine de football.
La même année, elle rejoint la France et la section féminine du club de Tarascon, évoluant en régional 1.
En janvier 2023, elle rejoint le FF Yzeure.